# Britt Robertson

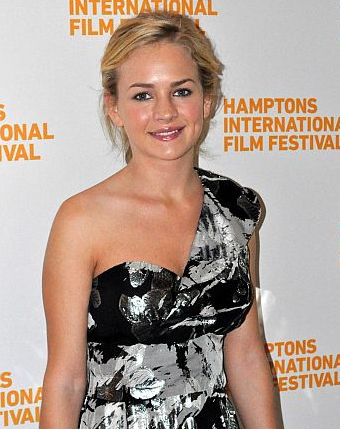
Britt Robertson auf dem Hamptons Film Festival 2010

Brittany „Britt“ Leanna Robertson (* 18. April 1990 in Charlotte, North Carolina) ist eine US-amerikanische Schauspielerin.

## Leben und Karriere
Brittany Robertson hat sechs Geschwister und wuchs in Greenville, South Carolina auf. Eine ihrer ersten Rollen hatte sie in der Fernsehserie Sheena – Königin des Dschungels als kleine Sheena. Es folgten Auftritte in den Filmen Dan – Mitten im Leben! als Cara Burns, in Swingtown als Samantha und in The Tenth Circle als Trixie Stone. Zudem hatte sie Gastauftritte in den Serien CSI: Vegas, Law & Order: Special Victims Unit und Criminal Intent – Verbrechen im Visier.
2009 spielte Robertson an der Seite von Naomi Watts, Samuel L. Jackson und David Morse in dem Drama Mütter und Töchter. 2010 spielte sie in dem Film Die Tochter von Avalon mit. Von 2010 bis 2011 spielte sie den Hauptcharakter Lux in der The-CW-Serie Life Unexpected – Plötzlich Familie. Im selben Jahr erhielt sie die Hauptrolle der Cassie Blake in der ebenfalls von The CW ausgestrahlten Serie The Secret Circle, welche nach einer Staffel wieder eingestellt wurde. Von 2013 bis 2014 war sie in der von CBS ausgestrahlten Serie Under the Dome zu sehen. Ihr letzter Auftritt war in der zweiten Staffelpremiere. Im Science-Fiction-Film A World Beyond aus dem Jahr 2015 spielte sie an der Seite von George Clooney die Rolle der Casey Newton. Außerdem spielte sie in demselben Jahr zusammen mit Scott Eastwood im  Film Kein Ort ohne dich (Originaltitel: The Longest Ride). 2017 war sie in der Rolle der Sophia Amoruso in der Netflix-Serie Girlboss und in dem Film Den Sternen so nah (The Space Between Us) zu sehen. Die Serie Girlboss wurde von Netflix nach einer Staffel abgesetzt. Seit 2018 ist sie in der ABC-Serie For The People zu sehen.
Von 2012 bis 2018 war sie mit dem Schauspieler Dylan O’Brien liiert. Die beiden spielten die Hauptrollen in The First Time – Dein erstes Mal vergisst du nie!. Seit April 2023 ist sie mit dem Fußballspieler und Social-Media-Star Paul Floyd verheiratet.

## Filmografie

### Filme
- 2003: The Ghost Club
- 2003: One of Them
- 2004: Tangled Up in Blue
- 2004: The Last Summer
- 2004: Unser lautes Heim – Die Rückkehr der Seavers (Growing Pains: Return of the Seavers)
- 2006: Keeping up with the Steins
- 2006: Women of a Certain Age
- 2006: Jesse Stone: Knallhart (Jesse Stone: Night Passage)
- 2007: Frank
- 2007: Dan – Mitten im Leben! (Dan in Real Life)
- 2008: From Within
- 2008: The Tenth Circle
- 2009: Das Alyson Stoner Projekt
- 2010: Mütter und Töchter (Mother and Child)
- 2010: Cherry
- 2010: The Family Tree
- 2010: Die Tochter von Avalon (Avalon High)
- 2010: Triple Dog
- 2011: Scream 4
- 2012: The First Time – Dein erstes Mal vergisst du nie! (The First Time)
- 2013: Der Lieferheld – Unverhofft kommt oft (Delivery Man)
- 2014: Katies Blog (Ask Me Anything)
- 2014: Cake
- 2015: Kein Ort ohne dich (The Longest Ride)
- 2015: A World Beyond (Tomorrowland)
- 2016: Mother’s Day – Liebe ist kein Kinderspiel (Mother’s Day)
- 2016: Jack Goes Home
- 2016: Mr. Church
- 2017: Bailey – Ein Freund fürs Leben (A Dog’s Purpose)
- 2017: Den Sternen so nah (The Space Between Us)
- 2020: I Still Believe
- 2020: Books of Blood
- 2021: A Mouthful of Air
- 2022: About Fate
- 2023: The Re-Education of Molly Singer
- 2024: The Merry Gentlemen

### Serien
- 2000: Sheena – Königin des Dschungels (Sheena, Episode 1x06)
- 2001: Power Rangers Time Force (Episode 1x11)
- 2005–2006: Freddie (2 Episoden)
- 2007: The Winner (Episode 1x01)
- 2007: CSI: Vegas (CSI: Crime Scene Investigation, Episode 8x03)
- 2008: Law & Order: Special Victims Unit (Episode 10x06)
- 2008: Swingtown (12 Episoden)
- 2009: Criminal Intent – Verbrechen im Visier (Law & Order: Criminal Intent, Episode 8x09)
- 2009: Three Rivers Medical Center (Three Rivers, Episode 1x03)
- 2010–2011: Life Unexpected – Plötzlich Familie (Life Unexpected, 26 Episoden)
- 2011–2012: The Secret Circle (22 Episoden)
- 2013–2014: Under the Dome (15 Episoden)
- 2016: Casual (3 Episoden)
- 2017: Girlboss (13 Episoden)
- 2018–2019: For the People (20 Episoden)
- 2020: Little Fires Everywhere (Episode 1x06)
- 2021: Big Sky
- 2022–2024: The Rookie (Fernsehserie, 4 Episoden)
- 2022–2023: The Rookie: Feds (Fernsehserie, 22 Episoden)